# Goethe-Gymnasium Burgas
Das  Goethe-Gymnasium in Burgas, Bulgarien ist eine deutsche Auslandsschule, die 1960 als deutschsprachiges Gymnasium eröffnet wurde.

## Deutsche Bildung in Burgas

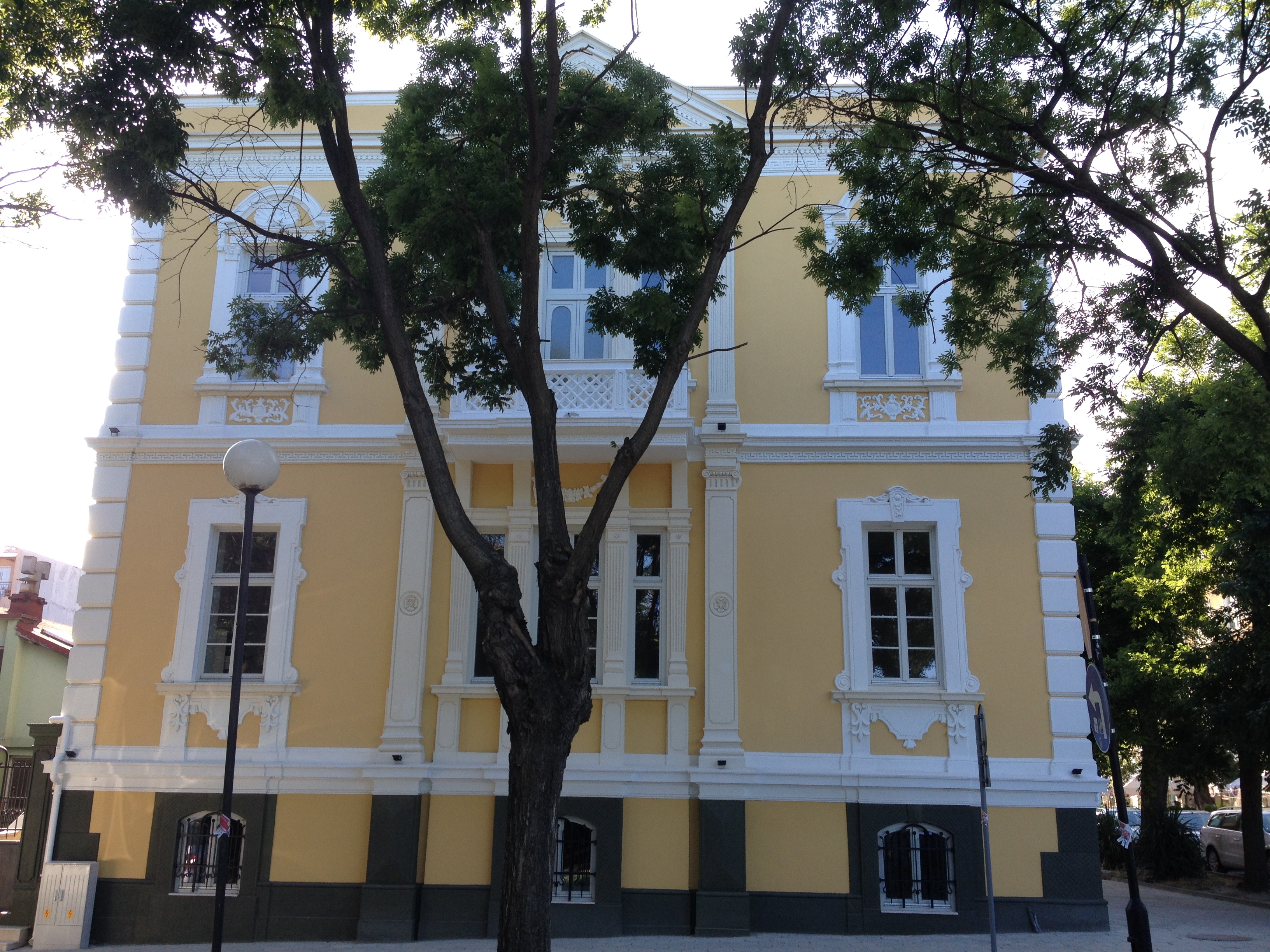
Die ehemalige Pestalozzi-Schule in der Alexandar Batemberg-Str. 28 (Dezember 2012)

Die erste deutsche Auslandsschule wurde in Burgas bereits 1921 eröffnet und trug den Namen Pestalozzi-Schule. Sie befand sich in der Alexandar Batemberg-Str. 28 ⊙, im heutigen alten Stadtkern in unmittelbarer Nähe zum Meeresgarten. Das Gebäude ist noch heute erhalten und zum Denkmal erklärt worden. Im Schuljahr 1930/1931 lernten im Gymnasium 170 Schüler unter 5 Lehrer. 143 der Schüler waren Bulgaren, die restlichen Griechen, Türken und weitere. Im 1930/1931 wuchs deren Anzahl auf 231 und die der Lehrer auf 7, was die Not nach neue Räumlichkeiten offenbarte. 1935 bezog die Schule einen dreistöckigen Bau im Karree zwischen den Straßen Sredna gora, Oborischte sowie Kiril und Metodij in der Altstadt von Burgas ⊙. Sie war neben den Schulen in Russe, Sofia, Warna und Plowdiw eine der fünf in Bulgarien anerkannten Deutschen Schulen.
Am 19. Juni 1940 wurde ein „Abkommen zwischen dem Deutschen Reich und dem Zarenreich Bulgarien über die Zusammenarbeit im Kulturbereich einschließlich des Bildungswesens“ abgeschlossen. In Teil II dieses Abkommens wurde das Statut der deutschen Schulen in Bulgarien geregelt. Artikel 34 weist ausdrücklich darauf hin, dass die Tätigkeit der deutschen Schulen fortan unter der Kontrolle des Bildungsministeriums steht – insbesondere beim Einhalten der bulgarischen Gesetze, Vorschriften und Sonderregelungen, weil diese als den bulgarischen Schulen ebenbürtig und gleichberechtigt anerkannt werden. Die Schüler bekommen das Recht auf dieselbe Ermäßigung bei Eisenbahnfahrten wie die bulgarischen Schüler. Alle Unterrichtsmaterialien, Sportgeräte, Bilder und Bibliothekenbestände, die aus Deutschland importiert werden, sind von Zollgebühren und Steuer zu befreien. Das Abkommen betonte zudem die Rolle der bulgarischen Lehrer, indem ausdrücklich vermerkt wurde, dass folgende Fächer obligatorisch von bulgarischen Lehrern in bulgarischer Sprache unterrichtet werden sollen: orthodoxe Religion, römisch-katholische Religion (für Bulgaren), bulgarische Sprache und Literatur, bulgarische Geschichte und Geografie und Zivillehre. Weiter wurde im Beschluss festgehalten, die fünf Deutschen Schulen in Bulgarien zu vollständigen Oberschulen aufzubauen.
Die Oberschule wurde mit der Machtübernahme der Kommunisten geschlossen. und später in ein Krankenhaus umfunktioniert. Im Volksmund trug das Krankenhaus den Namen Deutsches Krankenhaus.
1960 wurde in Burgas wieder eine Deutsche Schule im neuen Stadtviertel Sorniza eröffnet. Bis zum Jahre 1991 trug die Schule den Namen von Wilhelm Pieck und wurde danach nach Johann Wolfgang von Goethe benannt. An der Schule haben deutsche Lehrer, darunter auch Schriftsteller, unterrichtet. Einer davon war Werner Heiduczek, der den Schülern den Roman Abschied von den Engeln widmete.

Im Jahr 2008 wurden etwa 620 Schüler in fünf Jahrgängen mit jeweils sechs Klassen unterrichtet, die als Zugangsvoraussetzung nach Abschluss der siebten Klasse eine Aufnahmeprüfung in Bulgarisch oder Mathematik bestanden hatten. Sie wurden von 57 Lehrern auf das bulgarische Abitur vorbereitet, 21 Lehrkräfte unterrichteten im Fach Deutsch, drei weitere erteilten deutschsprachigen Fachunterricht in Geschichte, Geografie, Biologie und Chemie. Das Goethe-Gymnasium-Burgas ist seit 1994 Prüfungszentrum für das Deutsche Sprachdiplom der Stufe II der Kultusministerkonferenz der Bundesrepublik Deutschland.